# The Chamber
The Chamber är en amerikansk dramafilm från 1996.

## Handling
Den nyutexaminerade försvarsadvokaten Adam Hall (Chris O'Donnell) försöker hjälpa sin dödsdömnde farfar Sam Cayhall (Gene Hackman) undan avrättning. Cayhall blev dömd till döden 30 år tidigare efter att ha mördat två judiska pojkar med en brandbomb. Cayhall har ett förflutet i Ku Klux Klan och Adam misstänker att han försöker skydda andra medlemmar i klanen.

## Om filmen
The Chamber regisserades av James Foley. Manuset, som skrevs av William Goldman och Chris Reese, är baserat på John Grishams roman Dödscellen från 1995.

## Rollista i urval
- Chris O'Donnell – Adam Hall
- Gene Hackman – Sam Cayhall
- Faye Dunaway – Lee Bowen
- Robert Prosky – E. Garner Goodman
- Millie Perkins – Ruth Kramer